# Kophobelemnon heterospinosum
Kophobelemnon heterospinosum is een Pennatulaceasoort uit de familie van de Kophobelemnidae. De wetenschappelijke naam van de soort is voor het eerst geldig gepubliceerd in 1910 door Kükenthal.